# Грибно (озеро, Псковская область)
Грибно — озеро в Невельском районе Псковской области.
Высота над уровнем моря — 163 м.

## Описание
Площадь — 0,38 км². Максимальная глубина — 4 м, средняя глубина — 2 м. Площадь водосбора 2,8 км².
Дно озера илисто-песчаное. Зарастает хорошо. Озеро проточное.
Тип озера плотвично-окунёвый. В озере обитают рыбы: плотва, окунь, щука, краснопёрка, карась, линь, вьюн.
Озеро расположено в северо-западном направлении от озера Среднее, соединено с ним протокой.
На северном берегу расположена деревня Грибно.